# Márnice

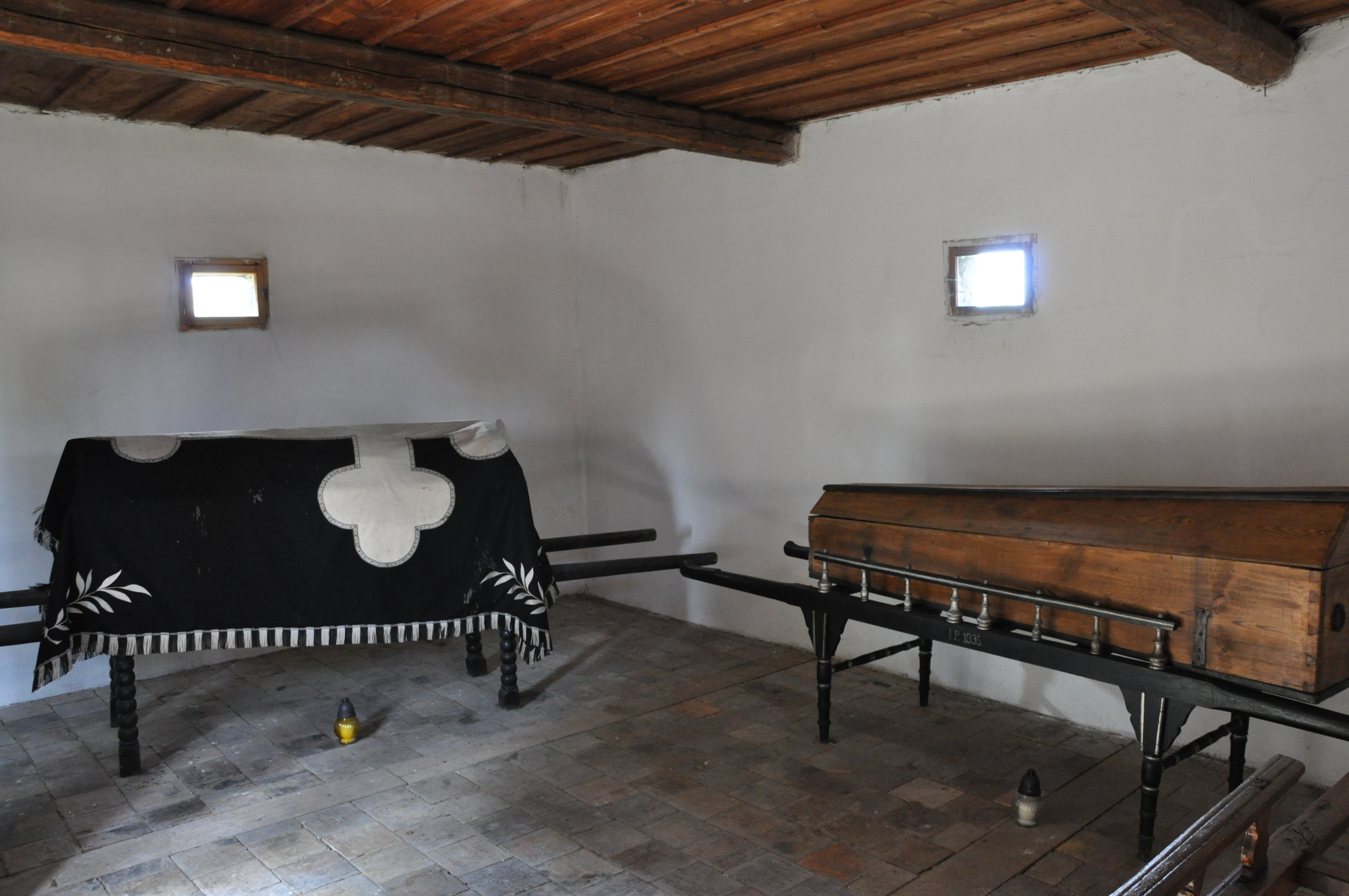
Vnitřek márnice na hřbitově ve Velinách na Pardubicku

Márnice (dříve umrlčí komora) je místnost, která se používá k dočasnému uložení lidských ostatků, většinou po dobu nezbytně nutnou k identifikaci nebo po čas, než dojde k pohřbu.

## Historie
Dříve márnice také sloužila k ověření, zda je jedinec skutečně mrtvý. Bylo to hlavně ze strachu, aby nebyl někdo pohřben zaživa. Tento zvyk byl velice populární v 19. století v celé střední Evropě. Někdy byla dokonce mrtvým přidělávána na prsty lanka spojená například se zvonem.

## Současnost

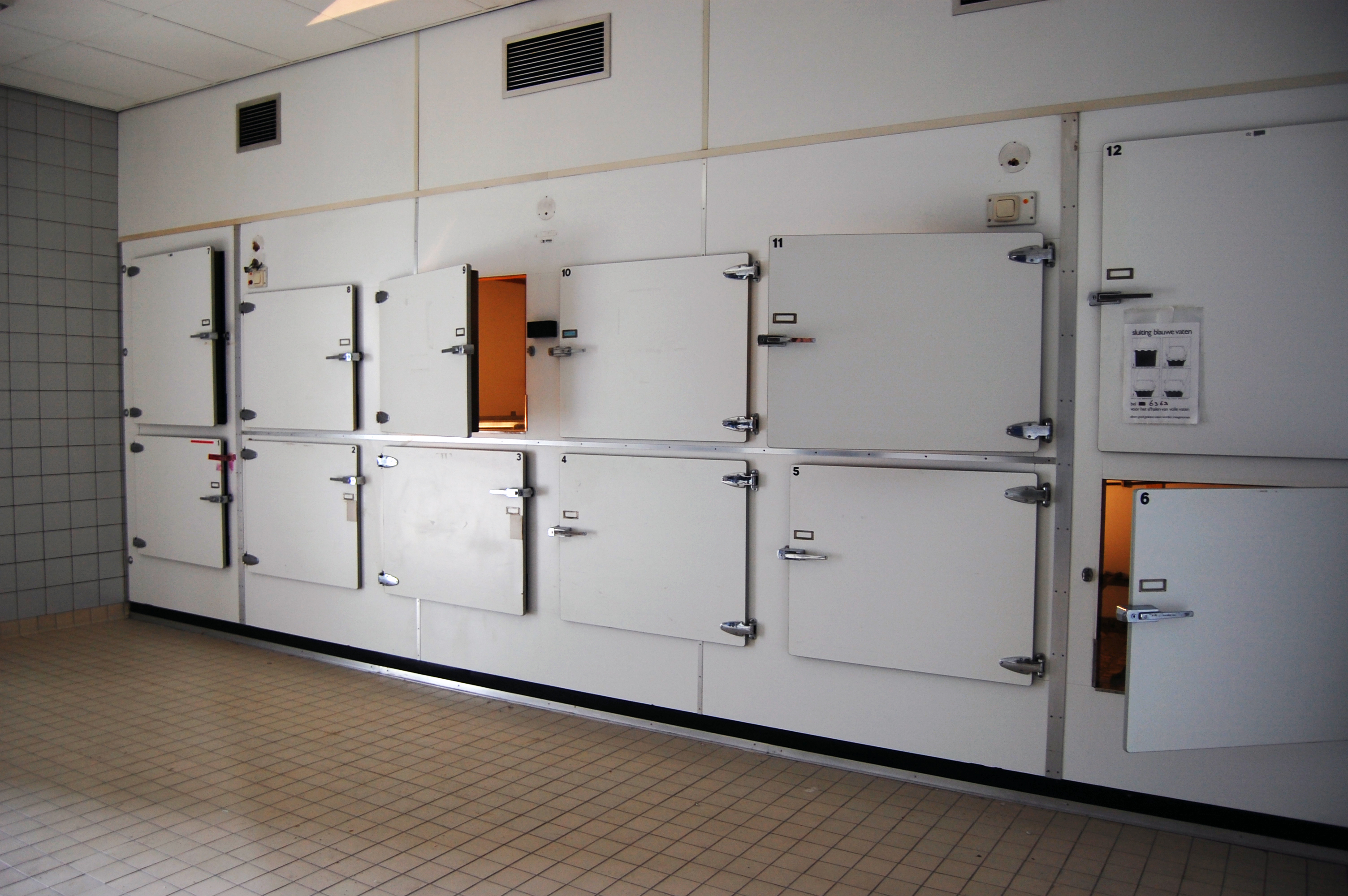
Nemocniční márnice

V současné době jsou márnice součástí některých hřbitovů, nemocnic nebo pohřebních ústavů. V mnoha zemích se pohřbívá do 72 hodin po úmrtí, ale jsou i místa, kde k pohřbu dochází po týdnech až měsících.
Některé márnice používají chladicí boxy, ty se dají rozdělit do dvou hlavních typů:
- a) teplota je pozitivní, (+2 až +4 °C) nejpoužívanější typ, slouží k dočasnému uložení těla na několik dní případně týdnů. K rozkladu těla zde dochází pozvolna.
- b) teplota je negativní (−15 až −25 °C) používá se například tam, kde nebylo dosud tělo identifikováno. Zde je nutné tělo úplně zmrazit, aby se zastavil proces rozkladu.